# ジョエル・ウォーターマン
ジョエル・ウォーターマン（1996年1月24日 - ）はカナダのサッカー選手。ポジションはDF。CFモントリオール所属。

## 来歴

### クラブ
主にUSLリーグ2に属するチームでプレーしていた。
2018年11月13日、ドラフトを経て2019年2月6日にカヴァーリーFCに加入した。
2020年1月14日、メジャーリーグ・サッカーに所属するモントリオール・インパクトに加入した

### 代表
2011年11月11日、バーレーン代表との親善試合でA代表デビュー。
2022 FIFAワールドカップの本大会メンバーにも選出された。

## 代表歴

### 出場大会
- カナダ代表
  - 2022 FIFAワールドカップ

### 試合数
- 国際Aマッチ 6試合 0得点（2022年-）[6]

| カナダ代表 | 国際Aマッチ | 国際Aマッチ |
| 年         | 出場        | 得点        |
| ---------- | ----------- | ----------- |
| 2022       | 2           | 0           |
| 2023       | 0           | 0           |
| 2024       | 4           | 0           |
| 通算       | 6           | 0           |